# Dietrich von Choltitz
Dietrich von Choltitz, nemški general, * 9. november 1894, Wiese-Gräflich, Oberschlezien, današnja Poljska † 5. november 1966, Baden-Baden, Zvezna republika Nemčija.

## Življenjepis
Choltitz je leta 1940 zavzel Rotterdam in leta 1942 še Sevastopol. V bitki za Stalingrad je bil poveljnik korpusa. 9. avgusta 1944 je bil imenovan za bojnega poveljnika okupiranega Pariza. Med umikom vojske iz mesta 16 dni pozneje, ni izpolnil Hitlerjevega ukaza o popolnem uničenju mesta.